# Loureda (Boqueijón)
Loureda (llamada oficialmente San Pedro de Loureda) es una parroquia y aldea española del municipio de Boqueijón, en la provincia de La Coruña, Galicia.

## Entidades de población
Entidades de población que forman parte de la parroquia:
- Agra
- La Iglesia (A Eirexe)
- Moa (A Moa)
- Pena (A Pena)
- Caneda
- Lamparte
- Loureda
- Midón
- Outeiro (O Outeiro)

## Demografía

### Parroquia
| Gráfica de evolución demográfica de Loureda (parroquia) entre 2000 y 2018 |
|                                                                           |
| Datos según el nomenclátor publicado por el INE.                          |

### Aldea
| Gráfica de evolución demográfica de Loureda (aldea) entre 2000 y 2018 |
|                                                                       |
| Datos según el nomenclátor publicado por el INE.                      |